# Classe Allen M. Sumner
La classe Allen M. Sumner est un groupe de 58 destroyers construit par les États-Unis pendant la Seconde Guerre mondiale. Douze autres navires ont été construits comme destroyers mouilleurs de mines. Elle servira de base pour la conception de la classe Gearing qui sera produite en bien plus grand nombre.
Il s'agit en fait d'une amélioration de la précédente classe Fletcher. Les navires de cette classe sont caractérisés par leur canon Mark 12 5"/38 et leurs deux gouvernails ainsi que leurs armes anti-aériennes supplémentaires (dont 12 canons anti-aériens Bofors 40 mm). Ils emportent également 2 grenades anti-sous-marines, 11 canons de 20 mm Oerlikon et 2 tubes à torpilles Mark 44.
Achevés en 1943-1945, quatre navires ont été perdus pendant la guerre et un autre a été gravement endommagé au point où il devra être démoli, mais les navires survivants serviront dans l'United States Navy jusqu'aux années 1970. Après avoir été retirés de la flotte américaine, 29 d'entre eux ont été vendus à d'autres marines (dont argentine, brésilienne, hellénique, coréenne, turque, vénézuélienne, iranienne, taïwanaise, où ils continueront de servir pendant de nombreuses années. Deux navires ont été transférés en navires-musées, l'un en Caroline du Sud et l'autre à Taïwan. D'un coût unitaire de 8 millions de dollars américains, sur les 70 planifiés, 58 seront construits.

## Liste des navires de classe
| - USS Allen M. Sumner (DD-692) - USS Moale (DD-693) - USS Ingraham (DD-694) - USS Cooper (DD-695) - USS English (DD-696) - USS Charles S. Sperry (DD-697) - USS Ault (DD-698) - USS Waldron (DD-699) - USS Haynsworth (DD-700) - USS John W. Weeks (DD-701) - USS Hank (DD-702) - USS Wallace L. Lind (DD-703) - USS Borie (DD-704) - USS Compton (DD-705) - USS Gainard (DD-706) | - USS Soley (DD-707) - USS Harlan R. Dickson (DD-708) - USS Hugh Purvis (DD-709) - USS Barton (DD-722) - USS Walke (DD-723) - USS Laffey (DD-724) - USS O'Brien (DD-725) - USS Meredith (DD-726) - USS De Haven (DD-727) - USS Mansfield (DD-728) - USS Lyman K. Swenson (DD-729) - USS Collett (DD-730) - USS Maddox (DD-731) - USS Hyman (DD-732) - USS Mannert L. Abele (DD-733) | - USS Purdy (DD-734) - USS Drexler (DD-741) - USS Blue (DD-744) - USS Brush (DD-745) - USS Taussig (DD-746) - USS Samuel N. Moore (DD-747) - USS Harry E. Hubbard (DD-748) - USS Alfred A. Cunningham (DD-752) - USS John R. Pierce (DD-753) - USS Frank E. Evans (DD-754) - USS John A. Bole (DD-755) - USS Beatty (DD-756) - USS Putnam (DD-757) - USS Strong (DD-758) - USS Lofberg (DD-759) | - USS John W. Thomason (DD-760) - USS Buck (DD-761) - USS Henley (DD-762) - USS Lowry (DD-770) - USS Hugh W. Hadley (DD-774) - USS Willard Keith (DD-775) - USS James C. Owens (DD-776) - USS Zellars (DD-777) - USS Massey (DD-778) - USS Douglas H. Fox (DD-779) - USS Stormes (DD-780) - USS Robert K. Huntington (DD-781) - USS Bristol (DD-857) |

## Destroyers vendus à l'Argentine
- ARA Seguí (D-25) : ex-USS Hank (DD-702), 1971-1983
- ARA Bouchard (D-26) : ex-USS Borie (DD-704), 1971-1983
- ARA Piedra Buena (D-29) : ex-USS Collett (DD-730), 1977-1984

## Destroyers vendus au Chili
- Zenteno (DD-16) : ex-USS Charles S. Sperry (DD-697), 1974-1991
- Portales (DD-17) : ex-USS Douglas H. Fox (DD-779), 1974-1990